# 1101

## Догађаји
- Википедија:Непознат датум — Крсташки рат 1101.
- Википедија:Непознат датум — јун – Битка код Мерсивана
- Википедија:Непознат датум — јун – Битка код Хераклеје (1101)

- Крсташки рат 1101. године – Други талас европских крсташа покушава да пређе Анадолију, како би стигао до Јерусалимског краљевства. Поражени су од стране селџучких трупа под командом султана Килиџа Арслана I код Хераклеје. Нањи број крсташа под командом Рејмонда IV успева да стигне до византијске луке Бафра, на ушћу реке Халис.
- Лето – Византијска флота под командом адмирала Евстатија поново осваја луке западне Киликије, Селеукије и Корика. Евстатије проширује своју власт над киликијском територијом (која припада Боемунду I) даље на исток – окупирајући Тарс, Адану и Мамистру.
- Пролеће – Краљ Балдуин I склапа савез са ђеновљанском флотом, нудећи им трговачке привилегије и плен. Осваја градове Арсуф и Цезареју. Балдуинови крсташи пљачкају Цезареју и масакрирају већину локалног становништва.
- Српски кнез Доброслав II је проглашен за краља Дукље (1101—1102, 1102).
- 19. април – Краљ Кнут IV од Данске канонизован је као светац под именом Сан Кануто.
- 22. јун – Руђер I, гроф Сицилије, умире у Милету у Калабрији након 30-годишње владавине. Наслеђује га осмогодишњи син Симон од Отвила, док његова мајка, Аделаида дел Васто, делује као његов регент.
- 20. јул – Роберт Куртоз се искрцава у Портсмуту са војском у покушају да преузме енглески престо од свог млађег брата, Хенрија I.
- 2. август – Споразумом из Алтона, ратификованим у Винчестеру, Роберт се одриче свог права на престо, признајући Хенрија за краља Енглеске.
- 7. септембар – Битка код Рамле: Крсташке снаге (око 1.100 људи) под Балдуином I побеђују Фатимидске инвазивне снаге код Рамле (данашњи Израел). Балдуин пљачка Фатимидски логор, а преживели беже у Аскалон.Лето – Алморавидске снаге под султаном Јусуфом ибн Ташфином опседају Валенсију, коју брани Химена Дијаз, удовица Родрига Дијаза де Вивара. Град се држи до маја 1102. године.
- Јесен – Грофица Матилда од Тоскане предводи успешну експедицију у северној Италији и заузима Ферару.

### Септембар
- 5. септембар — Друга битка код Хераклеје (1101)
- 7. септембар — Битка код Рамле (1101)

## Смрти
- Анселмо IV Милански
- Антипапа Адалберт

- Велф I, војвода Баварске
- Всеслав од Полоцка

- Ел Мустали
- Elvira od Tora

- Иго од Вермандоа
- Ида од Формбах-Рателнберга

- Конрад II од Италије

- Никон Сухи

- Руђер I Сицилијански

- Су Ши